# Eusebio Chelli
Eusebio Chelli (Roma, 1820-Santiago de Chile, 10 de agosto de 1890) fue un arquitecto italiano que desempeñó su profesión en Santiago de Chile, donde dejó un legado arquitectónico de notable relevancia e influencia durante el siglo XIX.

## Vida
Chelli nació en Roma (aunque algunas fuentes dicen que en Carrara), en el seno de una familia de artistas. En 1834 ingresó a la Academia Pontificia de San Lucas, siendo allí discípulo de Luigi Poletti, representante del Modernismo Neoclásico. Fue uno de los encargados de la histórica reconstrucción de la catedral de San Pablo de Extramuros, el sitio católico más grande de Roma.

## Obras

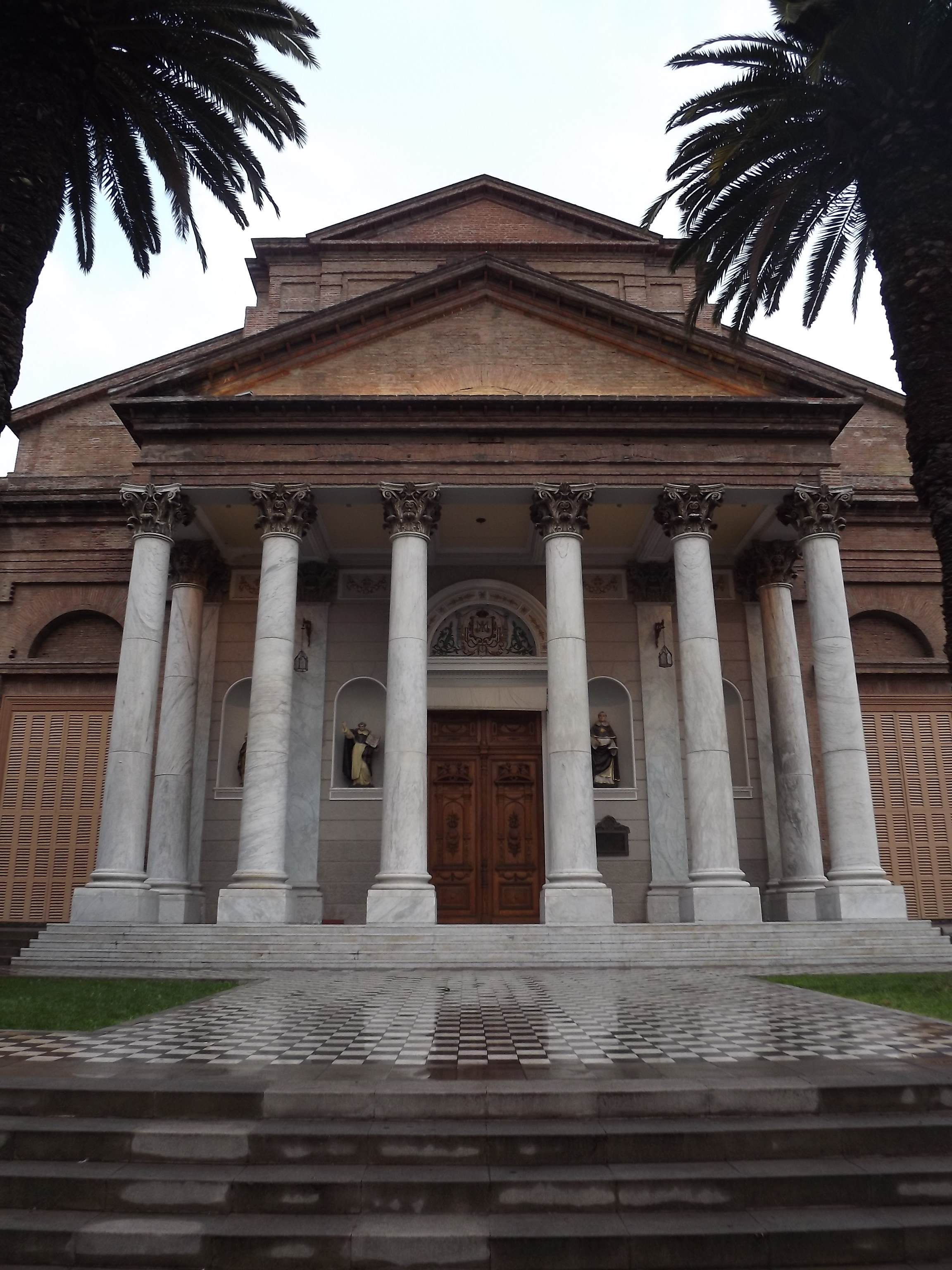
Iglesia y Convento de la Recoleta Dominica.

### Templo de la Recoleta Dominica
El 10 de marzo de 1853, llegó a Chile con el propósito de colocar el Altar Mayor de la Iglesia de la Recoleta Domínica. Su trabajo fue tan admirado que también se le solicitó construir una iglesia digna para tal altar: el Templo de la Recoleta Domínica.

### Templo de la Preciosa Sangre
En el año 1873, María Magdalena Guerrero Larraín le encargó la construcción de la Iglesia de la Preciosa Sangre, obra que empezó a ejecutar dos años después. El proyecto fue concebido teniendo como idea central la Pasión de nuestro Señor Jesucristo. Tras la muerte de Chelli lo sucedió en la obra Ignacio Cremonesi, que concluyó la obra en 1901.
La Iglesia es de planta simétrica en cruz latina, consta de una nave principal decorada ampliamente con motivos de la Pasión de Nuestro Señor Jesucristo. Está construida en albañilería de ladrillo con mortero de cal. La nave posee un cielo abovedado de cañón corrido, el cual está ornamentado con dorados a fuego con inspiración de la Pasión sobre madera de álamo americano, obra realizada por el artista Calixto Guerrero Larraín, hermano de Madre Magdalena. Sus altares laterales son de mármol de Carrara, se destacan a primera vista seis retablos en cada arco de la iglesia con las figuras de la pasión que están hechos en pino Oregón revestidas en escayola, con pintura policromada y sus marcos dorados son de álamo americano.
Todas las obras de la Congregación tienen el sello de su Fundadora: su gran amor a la pasión del Señor, lo queda ampliamente demostrado en la Iglesia de la Preciosa Sangre.

### Otras obras
- Iglesia de la Recoleta (1853).
- Casa Patronal de la Hacienda Alfalfares de La Serena (1870).
- Iglesia de los Capuchinos (1853).
- Iglesia de las Agustinas (1857).
- Iglesia del Buen Pastor (1862).
- Palacio Errázuriz Urmeneta (1872).
- Iglesia de la Preciosa Sangre (1875).
- Trabajos y conclusión de Catedral Metropolitana.
- Trabajos de Conclusión del Teatro Municipal de Santiago.
- Planos de la Iglesia San Ignacio, del Colegio San Ignacio A.O.
- Basílica menor de la Virgen de Andacollo.(1873 - 1893)